# Synaptura albomaculata
Synaptura albomaculata is een straalvinnige vissensoort uit de familie van de eigenlijke tongen (Soleidae). De wetenschappelijke naam van de soort is voor het eerst geldig gepubliceerd in 1858 door Johann Jakob Kaup.